# Pierre Robert
Pierre Robert (Louvres?, 1620 circa – Parigi, 28 dicembre 1699) è stato un musicista e compositore francese.

## Biografia
Pierre Robert nell'infanzia era uno dei pueri cantores della chiesa di Notre-Dame di Parigi. Divenne poi ripetitore, quindi studente di musica sotto la direzione di Henry Frémart, Jean Veillot e François Cosset, prima di giungere al magistero di musica nella Cattedrale di Senlis nel 1643. Nel 1650 partì per Chartres, dove per diciotto mesi fu Maestro di musica al posto di Vincent Jolliet, appena deceduto. Ritornò quindi a Senlis nel marzo del 1652 con l'incarico di Maestro di musica. Nel 1648 ottenne il primo premio nel concorso di S. Cecilia di Mans. In quegli anni Robert prese gli ordini.
Il 28 aprile 1653 fu nominato Maestro di musica di Notre Dame, al posto di Valentin de Bournonville, e tenne per dieci anni il magistero di quella chiesa nella quale si era formato negli anni dell'infanzia e della giovinezza, dirigendo anche un coro di voci bianche. Un disegno di J. Cristophe (Museo di Versailles) lo ritrae nell'atto di dirigere fanciulli cantori e giovani strumentisti durante il battesimo del Delfino (1668).
Nel 1663 Luigi XIV lo scelse, assieme a Henry Du Mont, per ricoprire il posto di vice-maestro della Cappella Reale. Dal 1668 divise con Du Mont il servizio annuale della Cappella del Re, per la quale i due musicisti si impegnarono nello studio e nello sviluppo del mottetto a gran coro (Grande Mottetto), genere emblematico della musica religiosa del XVII secolo.
Quando la Corte, nel maggio del 1682, si stabilì a Versailles e il Re manifestò l'intento di promuovere una nuova dinamica nella musica, al fine di creare uno stile tipicamente francese, i due vice-maestri scelsero di dimettersi dall'incarico. Essi, ai quali Luigi XIV dimostrò grande riconoscenza con notevoli gratificazioni, con benefici d'abbazia e ordinando la stampa di gran parte dei loro mottetti per grande coro, lasciarono le loro cariche all'inizio del 1683: Du Mont in marzo e Pierre Robert in giugno.

Fu, grazie al Re, abate dell'abbazia di Chambon e, nel 1678, anche di quella di Saint Pierre di Melun.

Pierre Robert si spense a Parigi nel dicembre del 1699 e fu sepolto nella chiesa di Saint Nicolas des Champs.

## Le opere
Diverse testimonianze musicali, corrispondenti ai differenti periodi della sua attività, sono pervenute sino a noi:
- 2 mottetti contrappuntistici, composti prima del 1663: "Regina Cœli" (due versioni) e "Tristis est anima mea",
- 24 mottetti a 2 cori e strumenti (Grandi Mottetti) per la Cappella del Re, pubblicati a Parigi da Cristophe Ballard nel 1684,
- 11 "Elevazioni" (piccoli mottetti) per la Cappella del Re. Raccolte di C. Ballard e Muguet (1679 - 1686),
- 3 "Inni" in canto piano su testi poetici di Jean Santeul, per il nuovo breviario di Parigi (1680),
- 1 mottetto a tre voci maschili "Splendor Aeternae Gloriae".

L'edizione critica dell'opera di Pierre Robert è attualmente in corso di pubblicazione da parte del "Centro di musica barocca" di Versailles

Registrazioni: "Grandi Mottetti di Pierre Robert", editi da K617, diretti da Olivier Schneebeli. 2001.